# Matthews Tieh
Matthews Tieh (ur. 18 października 1974) – sierraleoński piłkarz grający na pozycji pomocnika. W swojej karierze rozegrał 4 mecze w reprezentacji Sierra Leone.

## Kariera klubowa
W swojej karierze piłkarskiej Tieh grał w klubie Mighty Blackpool FC.

## Kariera reprezentacyjna
W reprezentacji Sierra Leone Tieh zadebiutował 16 października 1994 w wygranym 3:2 meczu kwalifikacji do Pucharu Narodów Afryki 1996 z Kongiem, rozegranym we Freetown. Wcześniej, w tym samym roku, był powołany do kadry na Puchar Narodów Afryki 1994. Na tym turnieju nie wystąpił w żadnym spotkaniu. Od 1994 do 1996 roku rozegrał w kadrze narodowej 4 mecze.